# Ammophila dubia
Ammophila dubia är en biart som beskrevs av Kohl 1901. Ammophila dubia ingår i släktet Ammophila och familjen grävsteklar. Inga underarter finns listade i Catalogue of Life.